# Emanuel Herosé
Emanuel Herosé (* 28. September 1813 in Konstanz, Grossherzogtum Baden; † 27. Juli 1895 in Zürich) war ein Schweizer Politiker und Unternehmer.

## Biografie
Emanuel Herosé war der Sohn von Ludwig Herosé, einem Negozianten in Konstanz, der ab 1826 eine Spinnerei in Oftringen besass. Herosé heiratete Adele Ringier, die Tochter eines Bezirksamtmanns. Später übernahm er die Spinnerei des Vaters, zog nach Zofingen und war dort von 1869 bis 1874 Regierungsstatthalter als Vertreter der Kantonsregierung auf Bezirksebene. Er gehörte von 1856 bis 1860 dem Aargauer Grossrat an, und in der Amtszeit von 1865 bis 1866 war er Vertreter der Liberalen im Nationalrat. Dort gehörte er der Liberalen Mitte (LM) an.
Von 1866 bis 1877 war Herosé Präsident der Kulturgesellschaft des Bezirks Zofingen. Die Kulturgesellschaft hatte einen Verein ins Leben gerufen, der bei der Gründung das Ziel verfolgte, verwahrloste Kinder und Jugendliche aus misslichen sozialen Verhältnissen zu unterstützen.